# Massimiliano Smeriglio
Massimiliano Smeriglio (Roma, 8 maggio 1966) è un politico e scrittore italiano.
Dal 28 ottobre 2024 è assessore alla cultura di Roma Capitale nella giunta del sindaco Roberto Gualtieri, succedendo al suo predecessore Miguel Gotor.
Professore associato di Pedagogia speciale presso il dipartimento di Scienze della formazione dell'Università degli Studi di Roma Tre, è stato europarlamentare e coordinatore della Commissione per la cultura e l'istruzione del Parlamento Europeo dal 2019 al 2024.
È stato vicepresidente della regione Lazio dal 23 marzo 2013 al 18 aprile 2019 e deputato per due legislature: la XV e la XVII.

## Biografia
Nato a Roma si è laureato in storia moderna all'Università degli Studi di Roma La Sapienza, conseguendo diversi master in comunicazione e gestione delle risorse umane. Sposato con Francesca e padre di tre figli: Iacopo, Sara e Niccolò.

### Attività professionale
Si è occupato di cooperazione sociale, welfare community e neomunicipalismo. Ha collaborato con le università di LUMSA, San Pio V, e la stessa Università degli Studi di Roma Tre. È stato Professore Associato presso Università degli Studi Link.
Ha scritto diversi testi, tra cui "Città comune. Autogoverno e partecipazione nell'era globale".
È stato vicepresidente dell'associazione Rete del nuovo municipio.
Smeriglio ha scritto diversi saggi e romanzi. A febbraio 2024 è uscito "Mio padre non mi ha insegnato niente", Fuoriscena libri.

### Attività politica

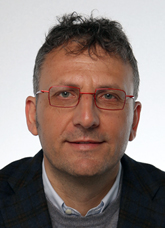
Ritratto ufficiale di Massimiliano Smeriglio alla Camera dei Deputati

Dopo anni di attivismo giovanile e studentesco, nel 2001 è stato eletto presidente del Municipio Roma XI (successivamente rinominato Municipio Roma VIII), dove ha sperimentato, tra i pochi casi in Italia, il Bilancio partecipativo.
Nel 2006 è stato eletto deputato della Repubblica italiana nelle liste del Partito della Rifondazione comunista.
Dal 2008 al 2013 è assessore alla Formazione e al Lavoro della Provincia di Roma guidata da Nicola Zingaretti.
Nel 2010 è tra i fondatori di Sinistra Ecologia Libertà.
Nel 2013 viene rieletto alla Camera dei Deputati. Darà le dimissioni per assumere la carica di vicepresidente della Regione Lazio.
Nel 2018 dopo la vittoria elettorale di Nicola Zingaretti viene riconfermato come vicepresidente della Regione Lazio con deleghe regionali al coordinamento dell'attuazione del programma di governo e dei fondi comunitari (FESR, FSE, FEASR), rapporti istituzionali, rapporti con il consiglio regionale nella seconda giunta regionale laziale di Nicola Zingaretti.
È stato coordinatore della piattaforma "Piazza Grande", composta da iscritti e non iscritti al Partito Democratico, a sostegno dell'elezione a segretario di Nicola Zingaretti.

#### Europarlamentare
Alle elezioni europee del 2019 viene eletto tra le file del Partito Democratico con 73.061 preferenze. Al Parlamento europeo è: Coordinatore S&D nella Commissione per la cultura e l’istruzione (CULT), membro della Commissione per le petizioni (PETI), presidente della Delegazione alla commissione parlamentare mista UE-Messico (D-MX), membro dell’Assemblea parlamentare euro-latinoamericana (Eurolat).
Nella Commissione PETI ricopre il ruolo di responsabile della rete per l’Integrazione della dimensione di genere (Gender Mainstreaming Network).
Il 22 novembre 2022, il Parlamento Europeo ha votato a favore del riconoscimento della Federazione Russa come stato che sostiene il terrorismo a seguito delle sue azioni nel corso della invasione russa dell'Ucraina; Smeriglio è stato uno dei quattro parlamentari italiani a votare contro la mozione.

#### Sinistra Civica Ecologista e la mancata rielezione con AVS
Alle elezioni comunali a Roma del 2021 Smeriglio è tra i promotori della lista Sinistra Civica Ecologista, parte della coalizione vincente di centro-sinistra del sindaco Roberto Gualtieri. Raccoglie il 2,02% dei voti e due consiglieri comunali. 
Alle elezioni regionali nel Lazio del febbraio 2023 SCE sostiene il candidato del centro-sinistra Alessio D’Amato con la lista Verdi e Sinistra con Europa Verde e Possibile, ottenendo con il 2,73% l'elezione a consigliere di Claudio Marotta, tra i coordinatori del movimento.
Il 26 gennaio 2024, Smeriglio lascia ufficialmente la delegazione del PD al Parlamento europeo, in disaccordo con la linea politica assunta dalla segretaria Elly Schlein, da lui ritenuta "chiusa e incerta". Il mese seguente, annuncia la propria candidatura alle elezioni europee di giugno con Alleanza Verdi e Sinistra; viene quindi candidato in terza posizione sia nella circoscrizione nord-occidentale, sia in quella centrale. Nella prima si piazza ottavo con circa 6.100 preferenze mentre nella seconda ottiene oltre 25000 preferenze senza risultare eletto.
Dal 28 ottobre 2024 è assessore alla cultura di Roma Capitale nella giunta del sindaco Roberto Gualtieri, succedendo al suo predecessore Miguel Gotor.

## Opere
- Se Henry Ford avesse risposto al telefono, Magma Edizioni, 1999
- L'impresa sociale, l'anima e le forme. Cooperazione, empowerment, territorio, Magma Edizioni, 2001
- Pillola rossa o pillola blu?, Intramoenia Edizioni, 2004
- La riva sinistra del Tevere, Transform Edizioni, 2005
- Città comune, autogoverno e partecipazione nell'era globale, Deriveapprodi Edizioni, 2006
- Walter ego - gli anni del principato romano, Liberazione Edizioni, 2007
- Garbatella combat zone[15], Voland Edizioni, 2010
- Suk ovest banditi a Roma[16], Fazi Editore, 2012
- A fattor comune – visioni e buone pratiche per fare sinistra[17], Bordeaux Edizioni, 2015
- Per quieto vivere[18], Fazi Editore, 2017
- Reload - glossario minimo di rigenerazione politica, Bordeaux editore, 2019
- Europa, città partecipazione. Il ruolo dei processi socio-educativi, Armando Editore, 2020
- Se bruciasse la città, Giulio Perrone Editore, 2021
- Mio padre non mi ha insegnato niente, Fuori Scena, 2024